# Nicolas de Rivière

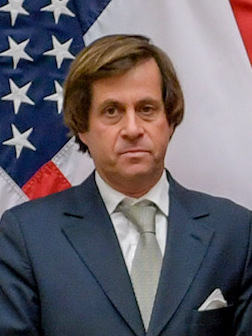
Nicolas de Rivière (2018)

Nicolas de Rivière (* 26. September 1963 in Paris) ist ein französischer Diplomat. Er ist seit 2019 Botschafter und Ständiger Vertreter Frankreichs bei den Vereinten Nationen.

## Biographie
Nach drei Jahren Jurastudium (mit Abschluss Licence en Droit) und einem Diplom des Instituts für politische Studien, wird Nicolas de Rivière Absolvent des Condorcet-Zugs der École nationale d’administration (ENA; 1990-92). 
Er beginnt seine Karriere 1992 im französischen Außenministerium in der Abteilung für die Vereinten Nationen, internationale Organisationen, Menschenrechte und die französischsprachige Welt. 1994 wurde er Berater an der Botschaft in Den Haag, 1997 wechselte er an die französische Vertretung in Washington, D.C. Von 2002 bis 2005 war er Berater für die Wirtschaftsangelegenheiten Asiens und Nordamerikas für die Regierungen von Dominique de Villepin und Michel Barnier.
2011 wurde er Leiter der Abteilung für internationale Organisationen, Menschenrechte und Frankophonie, 2014 wird er Generaldirektor für politische und sicherheitspolitische Angelegenheiten im Außenministerium. Am 8. Juli 2019 wurde er als Nachfolger von François Delattre zum Botschafter und ständigen Vertreter bei den Vereinten Nationen ernannt und vertritt sein Land auch mit Vetorecht im UN-Sicherheitsrat. Somit erreicht er den Status eine Beamten des 3. Grades (frz. : administrateur de l'Etat du troisième grade)
Am 30. Januar 2025 wird er zum Botschafter Frankreichs in die Russische Föderation ernannt.

## Décoration
- 2015 Ernennung zum Ritter der Ehrenlegion[6].